# Zacapala
Zacapala es una localidad del estado mexicano de Puebla. Es cabecera del municipio de Zacapala.

## Demografía
| Censo | Población |
| ----- | --------- |
| 1900  | 523       |
| 1910  | 626       |
| 1921  | 639       |
| 1930  | 730       |
| 1940  | 825       |
| 1950  | 805       |
| 1960  | 1054      |
| 1970  | 1390      |
| 1980  | 1183      |
| 1990  | 1319      |
| 1995  | 1266      |
| 2000  | 1244      |
| 2005  | 1029      |
| 2010  | 1071      |
| 2020  | 1182      |